# Aphaenogaster messoroides
Aphaenogaster messoroides är en myrart som beskrevs av Gennady M. Dlussky 1990. Aphaenogaster messoroides ingår i släktet Aphaenogaster och familjen myror. Inga underarter finns listade i Catalogue of Life.